# Арарат (місто, Австралія)
Арара́т (англ. Ararat) — місто в штаті Вікторія, Австралія. Центр району Арарат. Розташоване за 205 км на захід від Мельбурна, на території Національного парку Гремпіанс.

## Історія

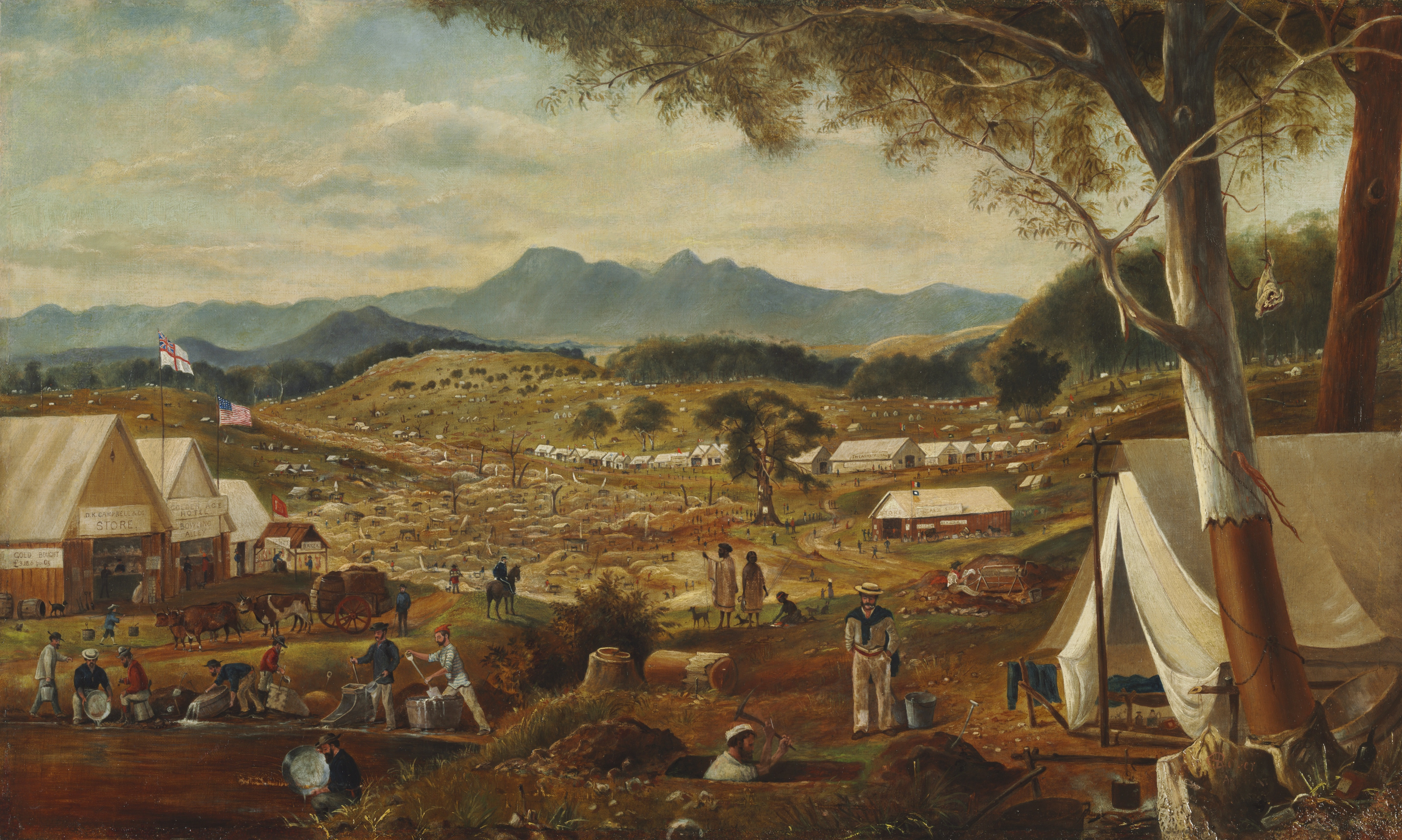
Золотошукачі, Арарат. Едвард Ропер, 1854-1858

До європейського заселення Австралії, місцевість сучасного міста була заселена австралійськими аборигенами племені тьяпвуронг. Перші європейці з'явились тут в 1840-их роках після того, як цю територію дослідив у 1836 році Томас Мітчелл. У 1841 році австралійський письменник і політик Гораціо Віллс, відпочиваючи на місці майбутнього міста, зазначив, що сусідня гора схожа на біблейський Арарат. Саме через гору і назвали місто.
Поштове відділення було відкрите в 1856 році. 1857 року сюди за видобутком золота приїхали китайці, які довгий час були найбільшою національною спільнотою міста. 24 вересня 1858 року Арарат отримав статус містечка. У 1859 році тут відкрили притулок для психічно хворих. У 1865 році тут була відкрита також і лікарня для розумово відсталих. Зараз вони обидві закриті, але місто й досі згадується в медичних колах. У 1863 році почалося заселення міста французькими виноробами. 24 травня 1950 року Арарат отримав статус міста.

## Господарство

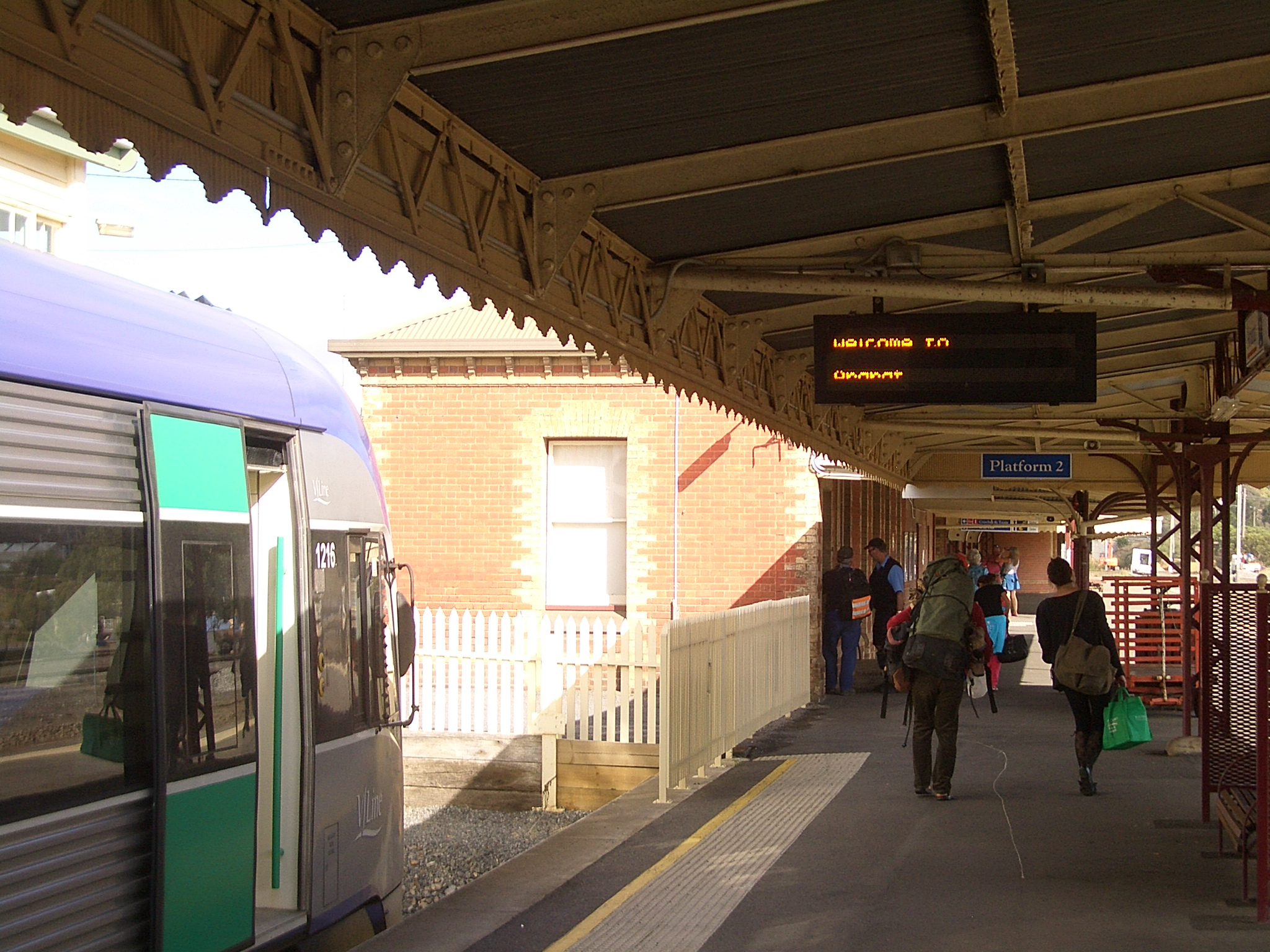
Залізнична станція Арарат

У місті розвинена легка (шерстяна) та харчова (м'ясна та виноробна) промисловість. Навколо міста діє декілька вітрових електростанцій, найбільша з яких Каллікум-Гіллс. Місто також надає медичні послуги, діє як комерційний центр. Тут розташована в'язниця.
Місто розташоване на території національного парку Гремпіанс, тому його відвідують туристи. Прибуток від туризму складає для міста до $8 млн за рік.
Через місто проходять автомагістралі А8, що з'єднує Мельбурн та Аделаїду, В180 та Мортлейк-Роуд. В Арараті знаходиться залізнична станція Арарат, яка з'єднує місто з Мельбурном. За 5 км на південь збудовано аеропорт.

## Населення
Населення міста становить 7 169 осіб (2006; 7043 в 2001).
88 % жителів народились в Австралії. 62 % жителів — християни, найбільше англіканців та католиків.

## Соціальна сфера

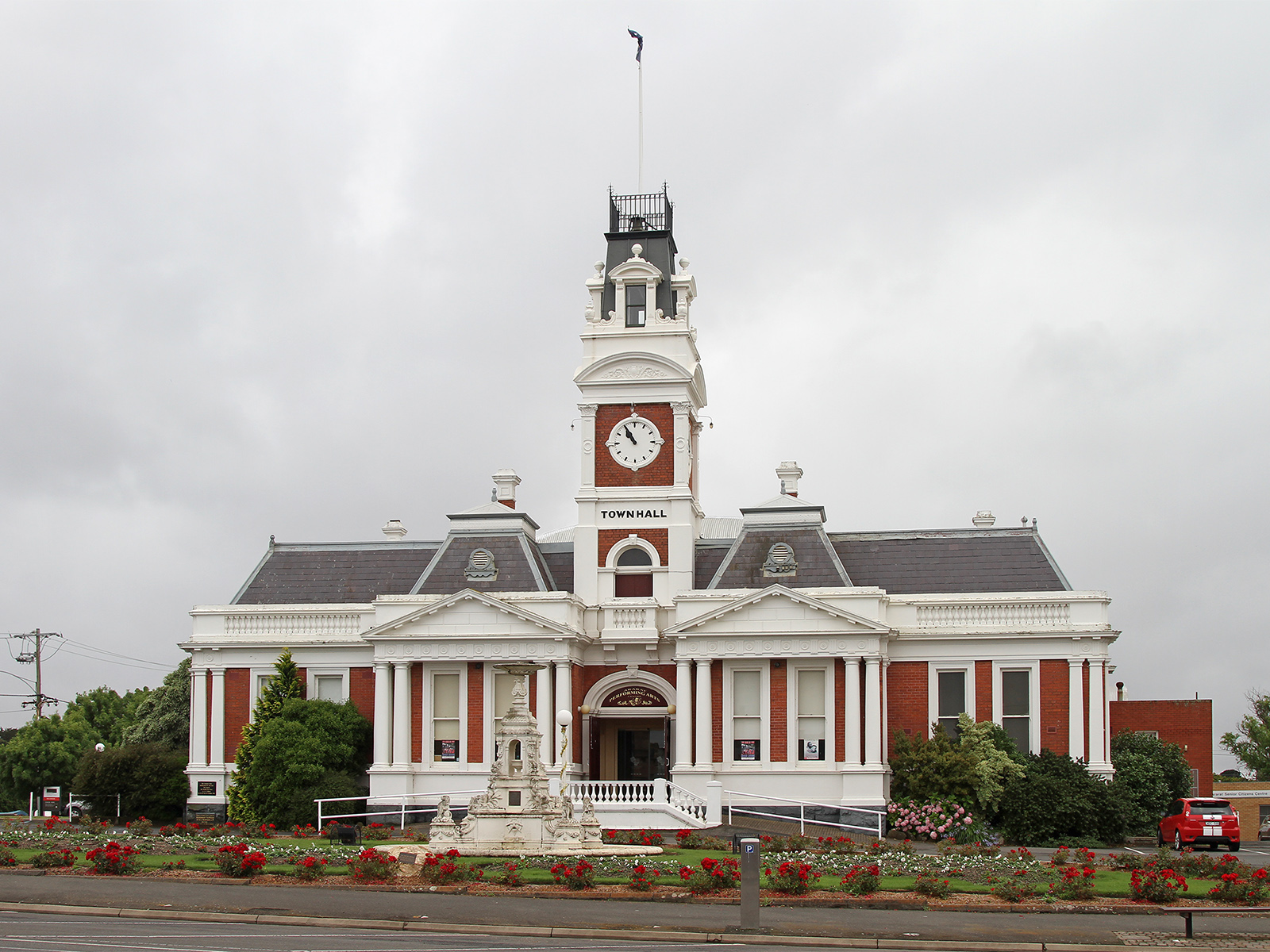
Картинна галерея та центр мистецтва (колишня міська ратуша)

У місті діє регіональна картинна галерея та центр мистецтва, які розташовуються в будівлі колишньої міської ратуші. Вона була збудована в 1899 році і зараз віднесена до списку історичних пам'яток. За 14 км на схід розташований природний парк Лангі-Гіран.
Арарат має декілька садочків, 4 початкові школи, 2 коледжі, один з яких є католицькою школою, регіональні центри університетів Балларата й Мельбурна. Серед закладів медицини діє шпиталь, збудований 1885 року.
Арарат має 2 команди з австралійського футболу: одна — Арарат — була створена ще в 1871 році і грає в лізі Віммера; інша — Араратські Орли — була створена в 2000 році і грає в лізі Лекстон-Плейнс. В місті є жіноча команда з нетболу Араратські щурі, яка представляє місто в лізі Віммера. В Арараті також діють кінний гоночний (існує навіть Кубок Арарату), 2 гольфових та мотоциклетний клуби.

### Фестивалі
У місті регулярно проводяться 2 музичних фестивалі — Голден-Гейтвей (з 1958 року) та Джейлхауз-Рок (з 1994 року).

## У культурі
На честь міста були названі 2 військові кораблі — HMAS Ararat (ACPB 89) та HMAS Ararat (K34) — Королівського Австралійського ВМФ.

## Відомі люди
У місті народились:
- Фредерік Шергер — маршал авіації Австралії
- Шейн Келлі — олімпійський спортсмен-велосипедист

## Галерея

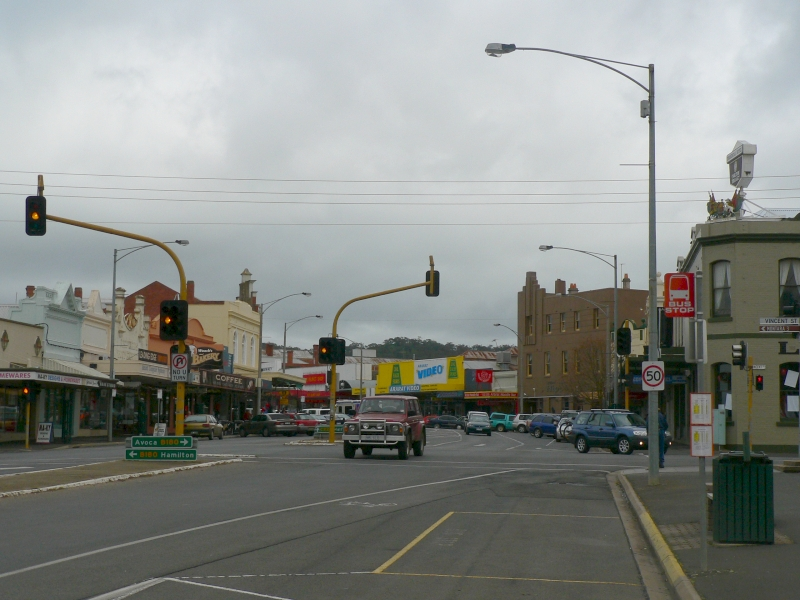
В центрі міста
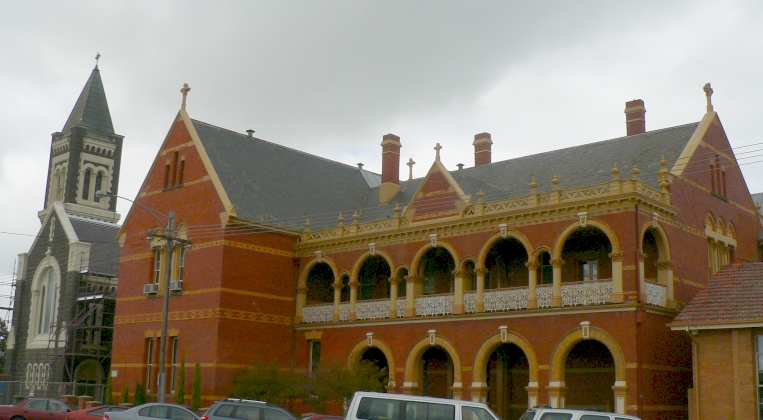
Церква Святої Марії та католицька школа
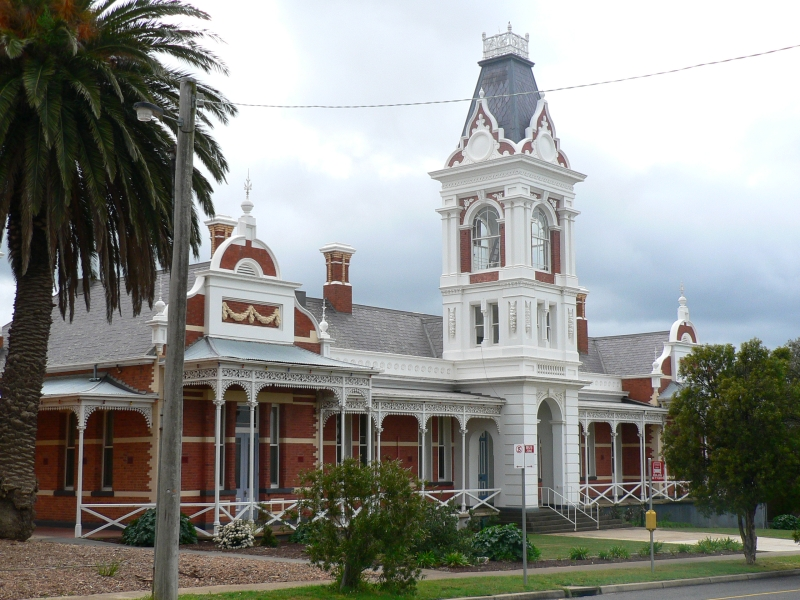
Араратський шпиталь
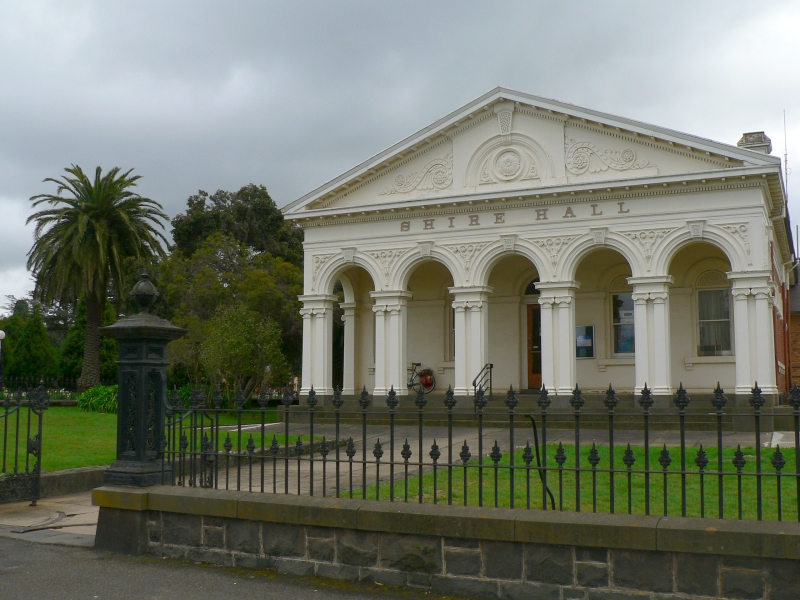
Міська рада